# Lorenzo Hammarsköld
Lorenzo Hammarsköld, pseudonimo di Lars Hammarsköld (Tuna, 7 aprile 1785 – Stoccolma, 15 ottobre 1827), è stato uno scrittore svedese.

## Biografia
Dopo gli studi a Uppsala, lavorò alla Biblioteca nazionale svedese. Divenne uno dei più importanti rappresentanti del 
movimento anticlassicistico, che anticipò ed aprì la strada al Romanticismo di Stoccolma.
Riconobbe per primo il talento di Erik Johan Stagnelius. Raccolse le poesie del poeta, prematuramente scomparso nel 1823 e le pubblicò nel 1824-1826.
Ma è soprattutto ricordato per la sua attività di critico letterario e di uomo di profonda e vasta cultura. Espose le sue indagini culturali e le sue idee sulla rivista Polyfem, da lui stesso fondata nel 1808. Fu un grande appassionato della poesia tedesca, che dìffuse in patria.